# Irakere
Irakere (Yoruba voor "vegetatie") is een Cubaanse band die in 1973 werd opgericht door Armando de Sequeira Romeu (muziekregisseur en componist) en pianist Chucho Valdés. Ze wonnen de Grammy Award voor de beste latinopname in 1979 met hun album Irakere.
Irakere maakt gebruikt van veel verschillende slaginstrumenten zoals de batá, abacuá en arará trommels en de chequerés, erikundis, maraca's, claves, cencerros, bongo, congas en güiro.

## Discografie
- 1974: Grupo Irakere
- 1976: Chekere
- 1979:  Chekere Son
- 1979: Irakere
- 1980: Irakere II
- 1980: El Coco
- 1981: Live in Sweden
- 1983: Calzada Del Cerro
- 1985: Tierra En Trance
- 1986: Catalina
- 1987: The Legendary Irakere in London
- 1989: Homenaje a Beny Moré
- 1991: Great Moments
- 1991: Felicidad
- 1992: Misa Negra
- 1995: Bailando Así
- 1999: Indestructible
- 2001: Pare Cochero